# Université Tongji

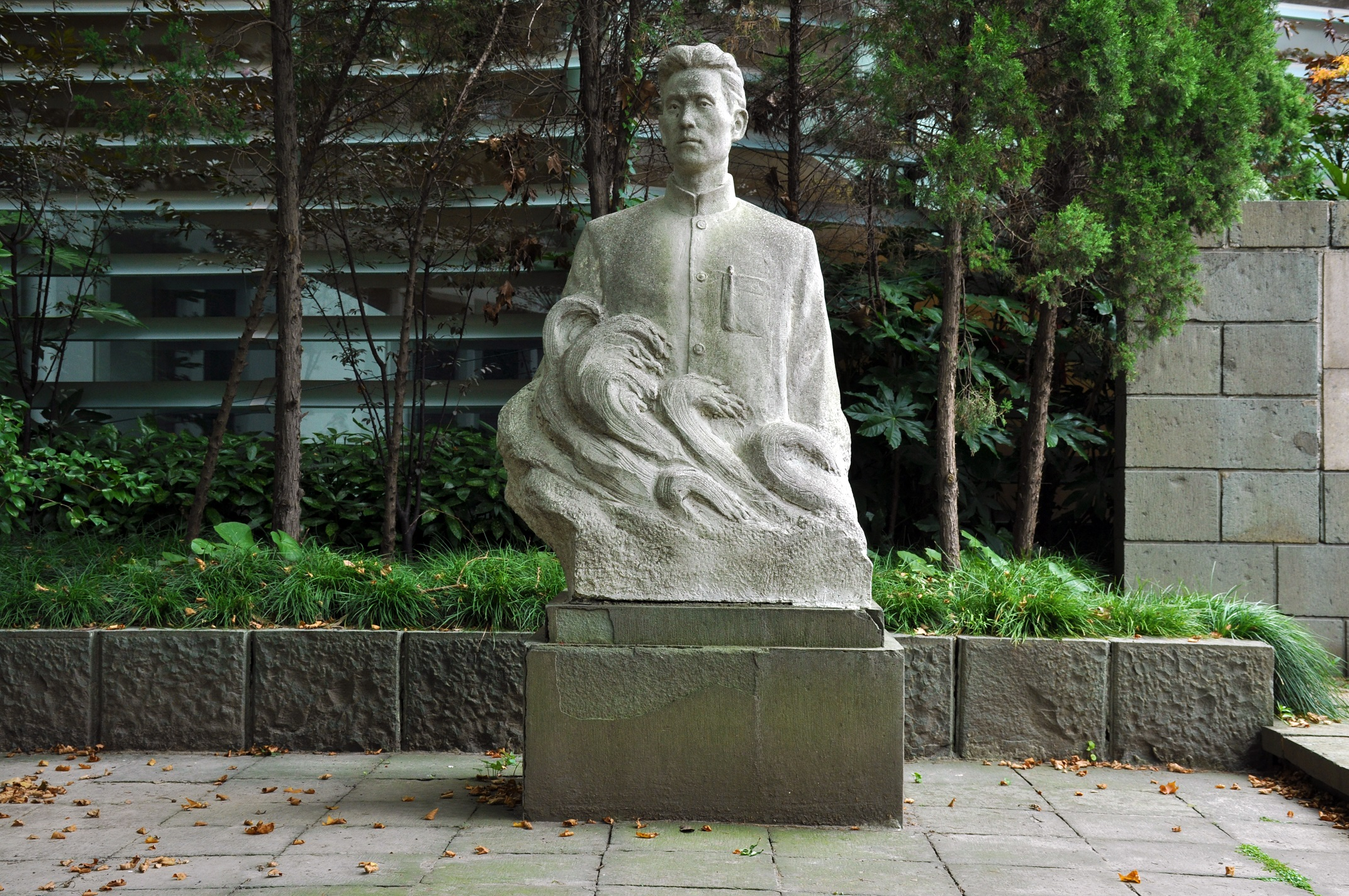
Statut d'un martyre officiel.

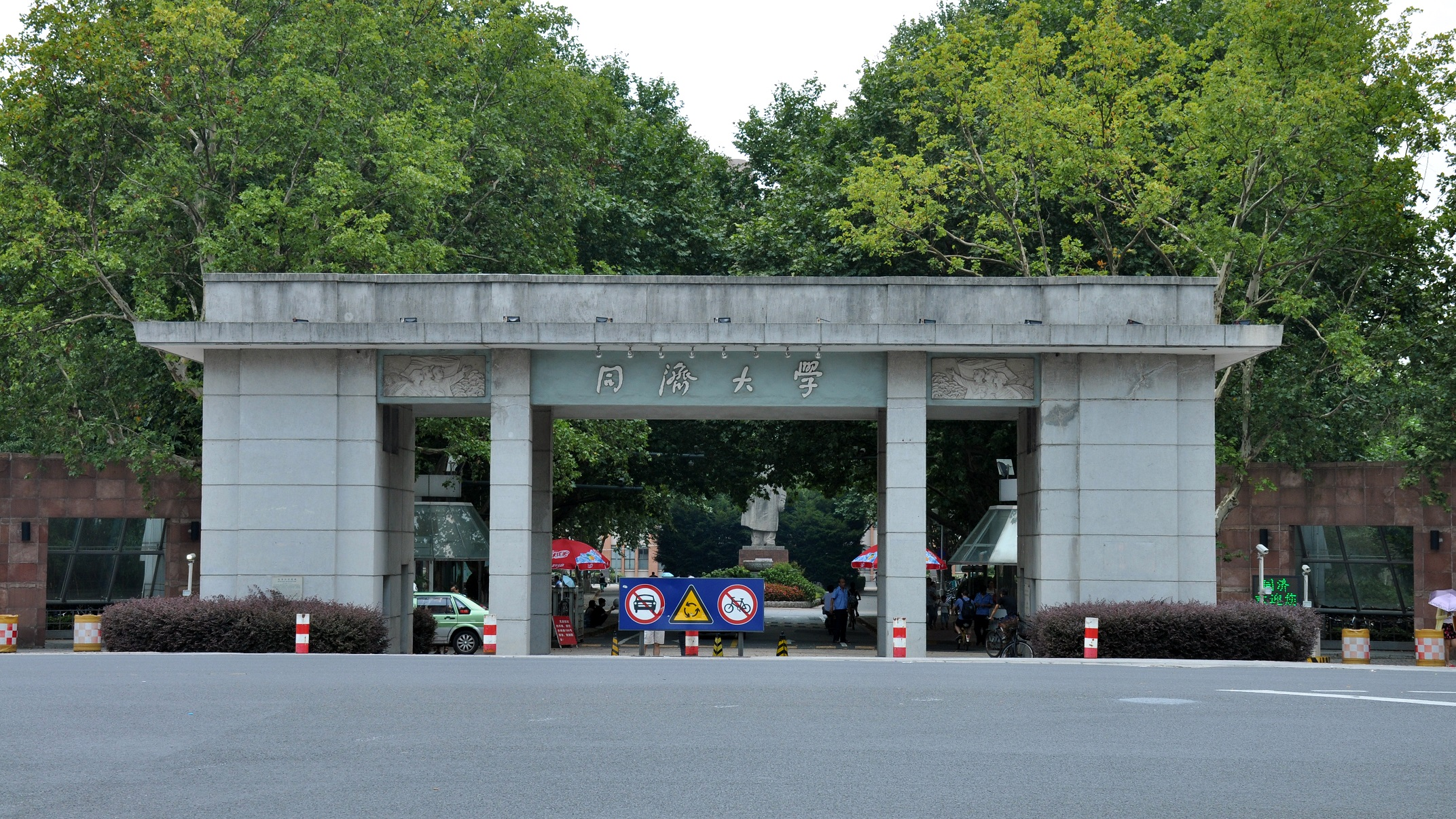
Tongji Daxue Xiaomen.

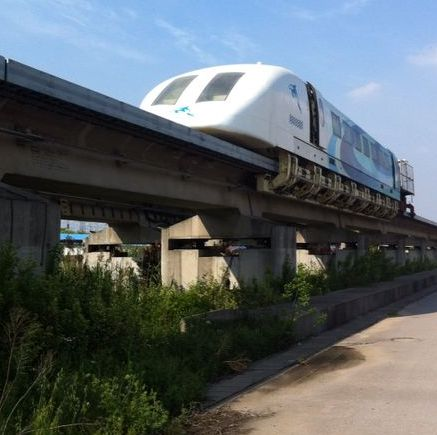
Maglev.

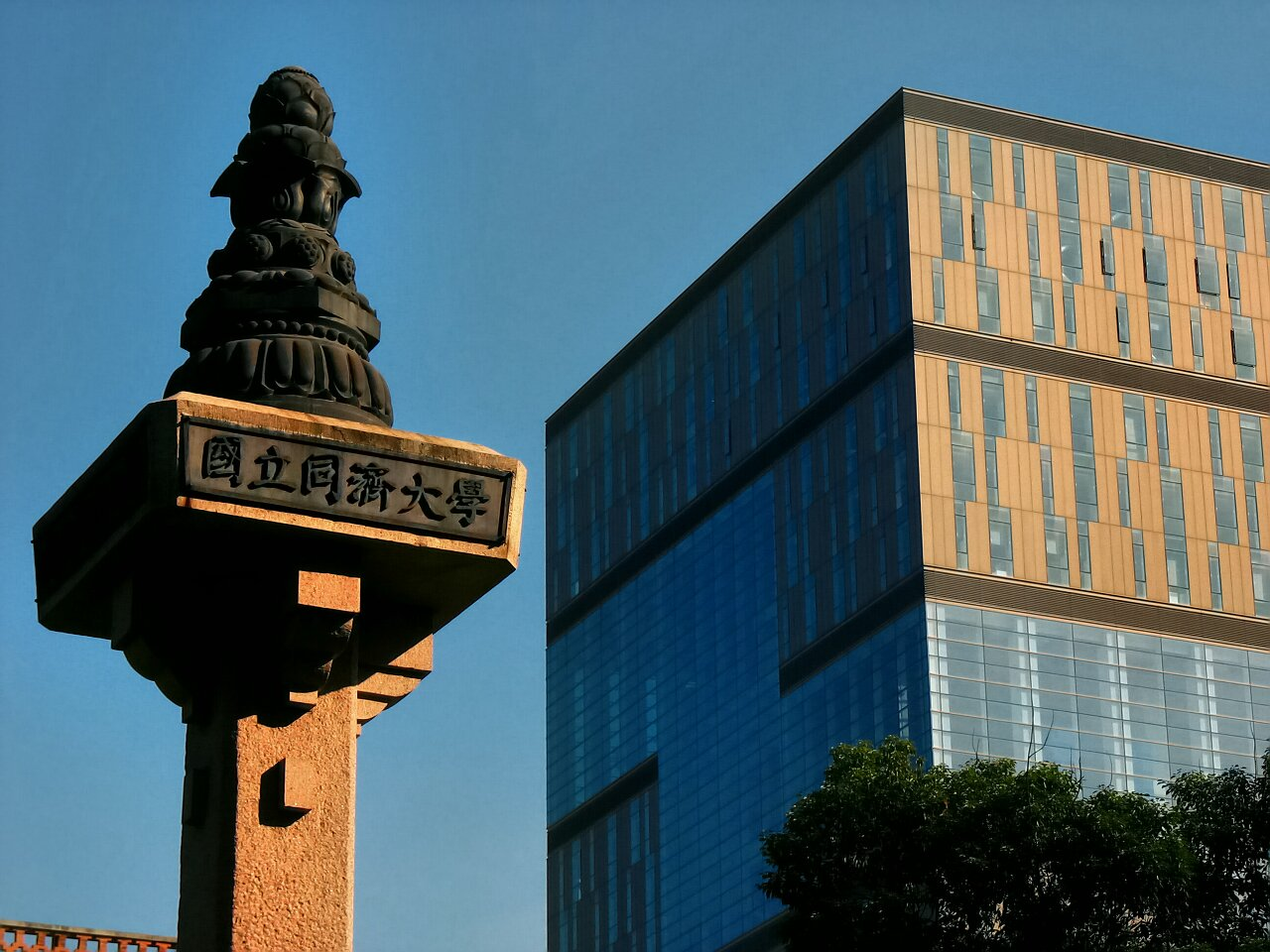
Colonne nationale.

L'université Tongji (sinogramme simplifié 同济大学 ; sinogramme traditionnel : 同濟大學 ; pinyin : Tóngjì Dàxué), communément appelée Tongji, est située au nord-est de la ville de Shanghai. Elle accueille plus de 70 000 étudiants et 8 000 employés. Elle offre des programmes à la fois pré- et post-baccalauréat. Établie en 1907 par le gouvernement allemand en association avec les médecins allemands présents à Shanghai, Tongji est une des universités les plus vieilles et les plus prestigieuses en Chine.

## Histoire
L'histoire de l'université de Tongji remonte à 1907 quand l'École allemande de médecine pour les Chinois à Shanghai est fondée par le gouvernement allemand, avec les médecins allemands Erich Paulun, Oscar von Schab et Paul Krieg. L'école est affiliée à l'hôpital Tongji, que les médecins allemands ont établi à Shanghai sous l'initiative de Paulun. Le nom Tongji suggère la coopération avec les Allemands. L'école élargit son activité pour inclure le génie dans ses programmes et est renommée en École allemande de médecine et de génie pour les Chinois à Shanghai en 1912. Elle devient officiellement une université chinoise sous le nom de l'université Tongji en 1923/1924 et est renommé en université nationale Tongji en 1927. Pendant la seconde guerre sino-japonaise, le campus est déplacé de Shanghai successivement vers les provinces du Zhejiang, Jiangxi, Yunnan et Sichuan. Il retourne finalement à Shanghai en 1946. L'université grandit ensuite pour devenir une université complète qui offre des programmes en sciences, ingénierie, médecine, arts, et droit. À la suite d'une campagne nationale de réorganisation des écoles et des départements entre les universités en 1952, l'université Tongji devient une université avec une forte orientation dans l'ingénierie, notamment en génie civil. Tongji est également la première université qui a introduit la planification urbaine en Chine.
Université établissant une réputation pour ses recherches, Tongji devient l'une des premières séries d'universités qui sont autorisés par le Conseil d'État de la Chine à établir sa Graduate school. Comme l'une des plus grandes universités, elle réussit sa candidature pour le programme 211 qui permet au gouvernement de donner à certaines universités des fonds substantiels. En 1995, l'université devient une entité financée conjointement par la Commission de l'éducation nationale et le gouvernement municipal de Shanghai. En 1996, l'université fusionne avec l'Institut de l'Urbanisme de Shanghai et l'Institut des matériaux de construction de Shanghai. La fusion est reconnu par le Conseil d'État comme le « modèle Tongji » dans la rénovation du système des institutions de l'enseignement supérieur en Chine. En avril 2000, Tongji fusionne de nouveau avec l'université des chemins de fer de Shanghai. Maintenant, l'université de Tongji est une université complète qui offre un large éventail de programmes en sciences, ingénierie, médecine, arts, droit, économie et gestion.
- Octobre 1907 - École allemande Tongji de médecine
- Mars 1922 - Université Tongji de médecine et de génie
- Août 1927 - Université nationale Tongji
- Septembre 1937 - Déménagement dans le sud de la Chine à cause de la seconde guerre sino-japonaise
- Hiver 1938 - Déménagement à Kunming, province du Yunnan
- Octobre 1940 - Déménagement de Lizhuang à Yibin, province du Sichuan
- 1945 - Lancement du Collège de Droit
- Avril 1946 - Retour à Shanghai
- Août 1946 - Le Collège de sciences s'agrandit alors que les Collèges de sciences et littérature retournent à Shanghai
- Juin 1949 - L'université Tongji passe sous le contrôle de la Commission du contrôle militaire de Shanghai.
- Septembre 1949 - Le Collège de littérature et des arts et le Collège de Droit fusionnent avec l'université Fudan.
- 1951 - Le département de Biologie du Collège de science fusionne avec l'École normale supérieure de l'Est de la Chine. L'École médicale et le département d'Enquête du Collège en Ingénierie déménagent à Wuhan, dans la province du Hubei.
- 1952 - Les départements de Mathématiques, Physique et Chinmie du Collège de science fusionne avec l'université Fudan. Les départements de Machinerie, Génie électrique et Construction navale fusionnent avec l'université Jiao-tong de Shanghai. Dans le même temps, l'université Tongji fusionne les départements de Génie civil avec 11 autres universités, dont l'université Saint John.
- Décembre 1978 - Avec le consentement du Conseil d'État, reprise des relations avec les Allemands. L'université devient la vitrine de la culture, la technologie et les échanges scientifiques entre la Chine et l'Allemagne.
- Octobre 1995 - Financement conjoint par l'ancienne Commission de l'éducation nationale et le gouvernement de la municipalité de Shanghai
- Novembre 1995 - Participation au Projet 211
- Août 1996 - Fusion avec l'Institut de construction urbaine de Shanghai et l'Institut des matériaux de construction de Shanghai
- Avril 2000 - Fusion avec l'université des chemins de fer de Shanghai
- 2002 - Participation au Projet 985

## Étudiants et formations
L'université compte maintenant plus de 70 000 étudiants dans tous les niveaux de certificats et de diplômes, couvrant des formations de baccalauréat, master, Philosophiæ doctor et des liens post-doctorat. On y compte également 4 200 employés universitaires pour l'enseignement et/ou la recherche, parmi lesquels six membres de l'Académie chinoise des sciences, sept membres de l'Académie chinoise de l'ingénierie, plus de 530 professeurs et 1 300 professeurs adjoint. L'université propose différents cursus répartis dans 81 programmes de baccalauréat, 151 Masters, 58 PhD et 13 stations mobiles post-doctorat. L'université Tongji est particulièrement reconnue pour ses programmes en Génie civil et en Architecture. Alors que l'État soutient les centres de recherches universitaires, Tongji possède 5 laboratoires et centres de recherche clé au niveau national.
L'université est active dans la promotion de la coopération et des échanges avec d'autres pays. Elle a établi des liens avec l'Australie, l'Autriche, le Canada, la France, l'Allemagne, le Japon, la Suisse, le Royaume-Uni et les États-Unis dans les domaines de l'enseignement, la science, la technologie et l'économie. Un certain nombre de programmes conjoints avec ses partenaires étrangers ont été lancés ces dernières années. En 2006, l'université comptait 1 829 étudiants étrangers.

## Scientométrie
Le ministère de l'Éducation nationale de la république populaire de Chine a évalué et annoncé le classement des universités 3 fois dans l'histoire, respectivement en 2004, 2009 et 2012[réf. nécessaire]. Selon le classement officiel par ministère de l'Éducation nationale de la république populaire de Chine, Tongji se classe No.1 en génie civil parmi toutes les universités et écoles en Chine pour l'année 2009. Selon le même classement officiel en 2012 (le plus récent), Tongji se classe aussi No.1 en Chine en génie civil pour l'année 2012. 
Concernant le classement mondial, selon le "QS World University Rankings by Subject 2013", Tongji se classe No.18 mondial en génie civil. 

## Campus

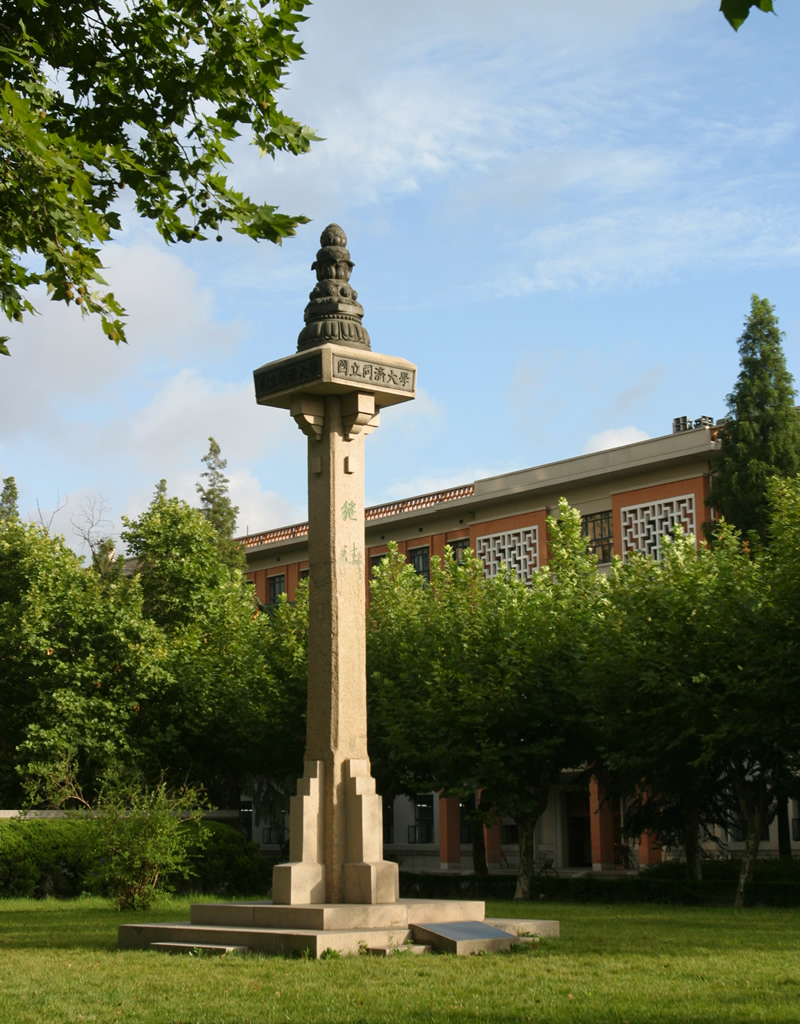
Huabiao (华表) sur le campus Siping.

L'université Tongji a le titre national de Jardin uni pour un excellent boisement. Ses quatre campus sont situés dans la municipalité de Shanghai, et couvrent une superficie de 2 460 000 m2. Le campus Siping est situé sur la route Siping, le campus de l'Ouest sur la route Zhennan, le campus du Nord sur la route Gonghexing, et le campus Jiading est situé dans la Ville internationale de l'automobile de Shanghai à Anting.